# Yponomeuta rhamnellus
Yponomeuta rhamnellus is een vlinder uit de familie van de stippelmotten (Yponomeutidae). De wetenschappelijke naam van de soort werd in 1974 gepubliceerd door Gershenzon.